# Universität Nebrija
Die Universität Nebrija (spanisch Universidad Nebrija, lateinisch Universitas Nebrissensis) ist eine private, staatlich anerkannte, Universität mit Sitz in der Stadt Madrid und weiteren Standorten in der Autonomen Gemeinschaft von Madrid. Die 1995 gegründete Hochschule zählt mehr als 12.000 Studenten aus 56 verschiedenen Ländern.
Namensgeber der Universität ist Elio Antonio de Nebrija, Autor der ersten kastilischen Grammatik aus dem Jahre 1492.
Die Universität bietet grundständige Bachelor- (Estudios de Grado) sowie Masterstudiengänge (Estudios de Máster) an und beherbergt außerdem mehrere Doktorandenschulen sowie internationale Studien- und Sprachenprogramme.

## Fakultäten und Zentren
- Fakultät für Sprach- und Bildungswissenschaften (3186 Studierende im Jahr 2018, darunter 1282 im Bachelorstudium, 1884 im Masterstudium und 20 im Doktoratsstudium)[4]
- Fakultät für Kommunikation und Kunst (935 Studierende, davon 449 im Bachelorstudium und 486 im Masterstudium)
- Fakultät für Sozialwissenschaften (4623 Studierende, davon 1498 im Bachelor- und 3125 im Masterstudium)
- Politechnische Hochschule (742 Studierende, davon 667 im Bachelor-, 59 im Master- und 16 im Doktoratsstudium)
- Gesundheitswissenschaftliches Zentrum San Rafael-Nebrija (943 Studierende, davon 861 im Bachelor- und 82 im Masterstudium)
- Global Campus Nebrija – Fachbereich Fern- und barrierefreies Studium (6431 Studierende, davon 1908 im seminpräsenziellen Studienkonzept und 4523 Studierende im Fernstudium)